# Čierna nad Tisou
Čierna nad Tisou es un municipio del distrito de Trebišov en la región de Košice, Eslovaquia, con una población estimada a final del año 2024 de 3367 habitantes.
Se encuentra ubicado al este de la región, en la cuenca hidrográfica del río Ondava (afluente del río Bodrog que, a su vez, lo es del Tisza), y cerca de la frontera con la región de Prešov y Hungría.
Se hizo célebre tras las conversaciones que mantuvieron entre el 29 de julio y 1 de agosto de 1968 en este municipio los líderes del PCUS Leonid Brézhnev y del Partido Comunista de Checoslovaquia Alexander Dubček acerca del desarrollo de la Primavera de Praga. El 20 de agosto de 1968 se producía la invasión del Pacto de Varsovia a Checoslovaquia llevada a cabo por la URSS y sus aliados del Pacto de Varsovia (salvo Rumania).

## Demografía
| Año        | 1994 | 2004     | 2014     | 2024    |
| ---------- | ---- | -------- | -------- | ------- |
| Población  | 5032 | 4390     | 3683     | 3367    |
| Diferencia |      | −12,75 % | −16,10 % | −8,57 % |

| Año        | 2023 | 2024    |
| ---------- | ---- | ------- |
| Población  | 3406 | 3367    |
| Diferencia |      | −1,14 % |